# بارثينيوس الثاني بانكوستاس
بارثينيوس الثاني بانكوستاس (Πατριάρχης Παρθένιος Β΄) بطريرك الإسكندرية للروم الأرثوذكس من 1788 الي 1805.  ولد في عام 1735 في جزيرة بطمس وكان مساعدا لبطريرك القسطنطينية بروكوبيوس الذي رسمه بطريركًا للإسكندرية ، مستفيدًا من حملة القوات التركية بقيادة جيزار حسن باشا ضد المماليك والوضع السياسي الصعب في مصر ، وقد تم انتخاب بارثينيوس في 13 سبتمبر 1788 .
خلال هذه الفترة ، كانت كنيسة الإسكندرية للروم الأرثوذكس فقيرة وقليلة العدد. وهكذا ، لم يكن هناك سوى 200 عائلة من المسيحيين الأرثوذكس في الإسكندرية في نهاية القرن الثامن عشر ، حيث أدى وباء عام 1791 إلى تقليص القطيع الصغير بالفعل. كان يعمل على ترميم دير مار جرجس القديم بمصر القديمة وإعادة تنظيم المكتبة البطريركية.
في صيف عام 1798 ، غزا الجيش الفرنسي بقيادة نابليون بونابرت مصر ، التي احتلت الإسكندرية في 2 يوليو ، ودخلت القاهرة بعد 5 أيام. حتى سبتمبر 1801 . كان السكان المسلمون حذرين ومعادون للغزاة. في الوقت نفسه ، أصبح المسيحيون المحليون ركيزة موثوقة للحكومة الجديدة. قام الفرنسيون بإلغاء القيود التي كانت مفروضة في السابق على أهل الذمة ، مما تسبب في رفاهية المسيحيين الصاعدين ، وهيمنتهم على أجهزة الدولة ، والتجارة وحتى في الشرطة . خلال الانتفاضات المناهضة للفرنسيين في القاهرة ودمياط ، دمرت حشود المسلمين أحياء مسيحية. بعد مغادرة القوات الفرنسية مصر ، سعت السلطات العثمانية لمنع موجة من المذابح ضد المسيحيين. ومع ذلك ، لم يكن من الممكن الحفاظ على النظام في البلاد ، وفي 1801-1805 كانت مصر غارقة في حرب أهلية . هربًا من العنف ، اضطر بارثينيوس الثاني في نهاية عام 1804 إلى الفرار إلى رودس ، حيث توفي عام 1805 . [بحاجة لمصدر]